# Disphragis lopodites
Disphragis lopodites is een vlinder uit de familie van de tandvlinders (Notodontidae). De wetenschappelijke naam van de soort is voor het eerst geldig gepubliceerd in 1914 door Harrison Gray Dyar.